# Versigny (Oise)
Versigny és un municipi francès, situat al departament de l'Oise i a la regió dels Alts de França. L'any 2007 tenia 368 habitants.

## Demografia

### Població
El 2007 la població de fet de Versigny era de 368 persones. Hi havia 124 famílies de les quals 16 eren unipersonals (12 homes vivint sols i 4 dones vivint soles), 36 parelles sense fills, 64 parelles amb fills i 8 famílies monoparentals amb fills.
La població ha evolucionat segons el següent gràfic:
Habitants censats

### Habitatges
El 2007 hi havia 155 habitatges, 132 eren l'habitatge principal de la família, 10 eren segones residències i 13 estaven desocupats. 143 eren cases i 11 eren apartaments. Dels 132 habitatges principals, 71 estaven ocupats pels seus propietaris, 56 estaven llogats i ocupats pels llogaters i 4 estaven cedits a títol gratuït; 1 tenia una cambra, 8 en tenien dues, 18 en tenien tres, 27 en tenien quatre i 77 en tenien cinc o més. 103 habitatges disposaven pel capbaix d'una plaça de pàrquing. A 56 habitatges hi havia un automòbil i a 65 n'hi havia dos o més.

### Piràmide de població
La piràmide de població per edats i sexe el 2009 era:
| Homes | Edats   | Dones |
| ----- | ------- | ----- |
| 0     | 95 o +  | 0     |
| 0     | 90 a 94 | 4     |
| 0     | 85 a 89 | 4     |
| 0     | 80 a 84 | 0     |
| 0     | 75 a 79 | 8     |
| 0     | 70 a 74 | 0     |
| 16    | 65 a 69 | 12    |
| 8     | 60 a 64 | 8     |
| 8     | 55 a 59 | 12    |
| 20    | 50 a 54 | 20    |
| 8     | 45 a 49 | 16    |
| 20    | 40 a 44 | 12    |
| 20    | 35 a 39 | 8     |
| 20    | 30 a 34 | 24    |
| 4     | 25 a 29 | 4     |
| 12    | 20 a 24 | 0     |
| 4     | 15 a 19 | 4     |
| 12    | 10 a 14 | 20    |
| 20    | 5 a 9   | 20    |
| 20    | 0 a 4   | 4     |

## Economia
El 2007 la població en edat de treballar era de 238 persones, 171 eren actives i 67 eren inactives. De les 171 persones actives 153 estaven ocupades (93 homes i 60 dones) i 18 estaven aturades (5 homes i 13 dones). De les 67 persones inactives 21 estaven jubilades, 18 estaven estudiant i 28 estaven classificades com a «altres inactius».

### Ingressos
El 2009 a Versigny hi havia 130 unitats fiscals que integraven 351 persones, la mediana anual d'ingressos fiscals per persona era de 23.027 €.

### Activitats econòmiques
Dels 7 establiments que hi havia el 2007, 3 eren d'empreses de construcció, 1 d'una empresa de transport, 1 d'una empresa d'informació i comunicació, 1 d'una empresa immobiliària i 1 d'una empresa classificada com a «altres activitats de serveis».
Dels 3 establiments de servei als particulars que hi havia el 2009, 2 eren paletes i 1 fusteria.
L'any 2000 a Versigny hi havia 5 explotacions agrícoles.

## Equipaments sanitaris i escolars
El 2009 hi havia una escola elemental integrada dins d'un grup escolar amb les comunes properes formant una escola dispersa.

## Poblacions més properes
El següent diagrama mostra les poblacions més properes.